# Monts Kitakami
Pour les articles homonymes, voir Kitakami (homonymie).
Les monts Kitakami (北上山地) sont une chaîne de montagnes dans le nord-est de l'île de Honshū au Japon. Le mont Hayachine en est le point culminant à 1 917 m d'altitude.

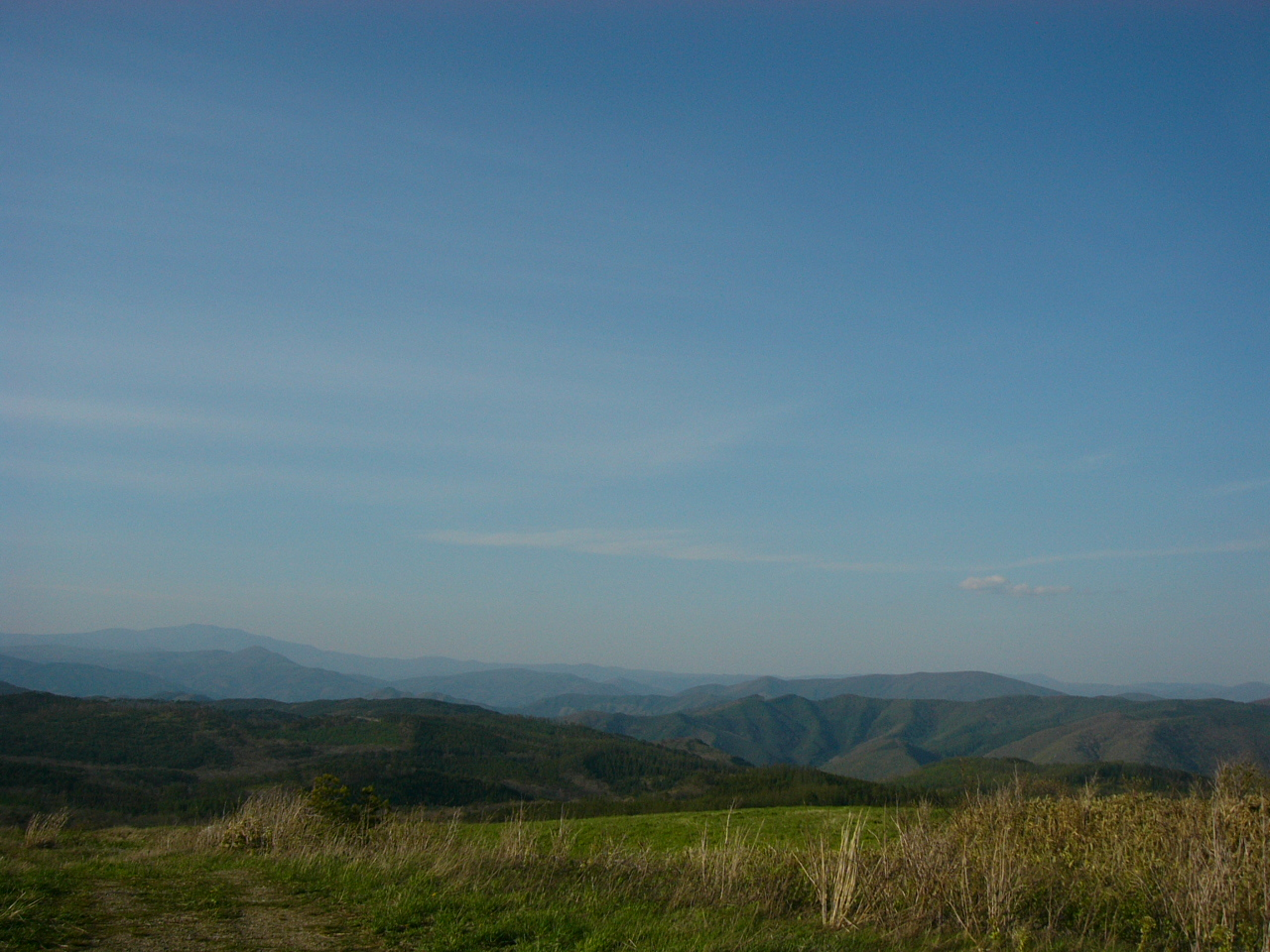
Vue des monts Kitakami.